# Farafangana (Distrikt)

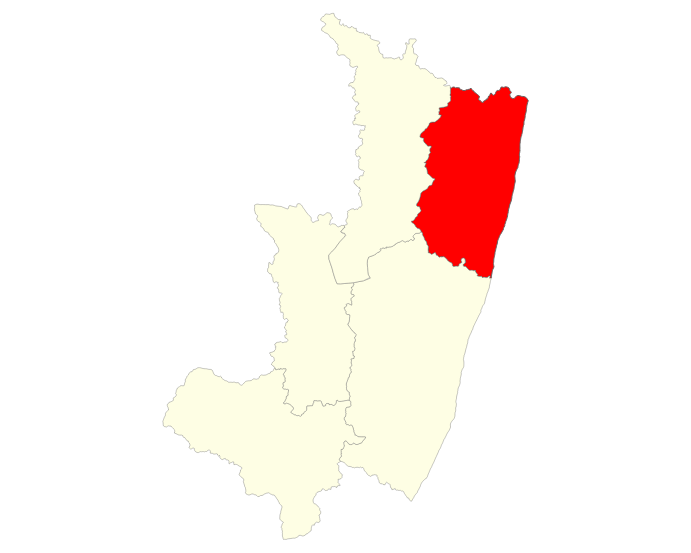
Der Distrikt Farafangana (rot) in der Region Atsimo-Atsinanana

Farafangana ist ein Distrikt in Südostmadagaskar. Die Hauptstadt dieses Distrikts ist Farafangana.

## Geografie
Farafangana ist einer von fünf Distrikten in der Region Atsimo-Atsinanana, in der Provinz Fianarantsoa an der Südostküste Madagaskars. In Farafangana lebten 2001 auf einer Fläche von 2621 km² knapp 207.000 Menschen. Das Naturreservat Manombo erstreckt sich bis in dieses Distrikt.
Der Distrikt ist in 30 Gemeinden aufgeteilt:
- Ambalatany
- Ambalavato
- Ambohigogo
- Ambohimandroso
- Amporoforo
- Ankarana Miraihina
- Anosivelo
- Anosy Tsararafa
- Antsiranambe
- Beretra Bevoay
- Efatsy Anandroza
- Etrotroka Sud
- Evato
- Farafangana
- Fenoarivo
- Iabohazo
- Ihorombe
- Ivandrika
- Mahabo Mananivo
- Mahafasa Centre
- Mahavelo
- Maheriraty
- Manambotra Sud
- Marovandrika
- Sahamadio
- Tangainony
- Tovona
- Vohilengo
- Vohimasy
- Vohitromby